# Ögmundur Pálsson
Ögmundur Pálsson, född okänt år, död 1541, var en isländsk biskop. 
Ögmundur fick både andlig och praktisk utbildning och tillbringade en tid i England och Belgien. Han var en tid till sjöss och befälhavare för Skálholts biskopsstols skepp. Han blev därefter präst och 1515 abbot i Viðey kloster. År 1519 valdes han till biskop i Skálholt och vigdes 1521 i Bergen till biskop. 
Ögmundur var en hård och girig man som härskade med stor myndighet i sitt biskopsdöme. Då Jón Arason valdes till biskop i Hólar, önskade han förhindra valet; med anledning av detta var de i början så fientligt sinnade mot varandra, att det nästan blev strid mellan dem på alltinget 1526, men en förlikning mellan dem kom till stånd. Några år senare började lutherdomen att nå Island, och de båda biskoparna slöt sig samman mot denna. 
Våren 1539 plundrade fogden Didrik van Minden Viðey kloster, och då han senare framåt sommaren uppträdde med fräckhet mot biskopen på själva biskopsgården, blev fogden med följe ihjälslagna av traktens bönder. Detta gjorde biskopen misstänkt i Danmark, och då han 1540, på grund av blindhet, hade avstått biskopsstolen till Gissur Einarsson och flyttade till en annan gård, men fortsatte att motsätta sig reformationen, blev han med list fängslad och förd till Danmark av länsmannen Christoffer Huitfeldt (1541), trots hans höga ålder, och trots att all hans egendom överläts till länsmannen, för att han skulle friges. Ögmundur dog på vägen, men uppges vara begravd i Sorø kloster.